# Valleiry
Valleiry ist eine französische Gemeinde im Département Haute-Savoie in der Region Auvergne-Rhône-Alpes.

## Geographie
Valleiry liegt auf 473 m, etwa 18 Kilometer südwestlich der Stadt Genf (Luftlinie). Das Dorf erstreckt sich auf dem Plateau am südwestlichen Rand des Genfer Beckens, südlich des Taleinschnitts der Rhone, am Nordfuß der Montagne de Sion, im Genevois, in der Nähe der Grenze zur Schweiz.
Die Fläche des 6,95 km² großen Gemeindegebiets umfasst einen Abschnitt des Genevois. Das Hauptsiedlungsgebiet ist das Plateau von Valleiry, das leicht gegen Süden ansteigt. Am Nordfuß der Montagne de Sion wird mit 560 m die höchste Erhebung von Valleiry erreicht. Nach Norden erstreckt sich das Gemeindeareal in das Waldgebiet des Bois de Vosogne. Hier haben mehrere Bäche, darunter der Ruisseau de Vosogne, kurze Erosionstäler geschaffen, welche das Plateau untergliedern.
Zu Valleiry gehören neben dem eigentlichen Dorf auch die Weilersiedlungen Chez Berthet (460 m) nördlich an das Dorf anschließend und La Joux (440 m) auf dem Plateau östlich des Bois de Vosogne. Nachbargemeinden von Valleiry sind Viry und Chênex im Osten, Dingy-en-Vuache und Vulbens im Westen sowie die schweizerische Gemeinde Chancy im Norden.

## Geschichte
Der Ortsname Valleiry, im 14. Jahrhundert urkundlich erstmals erwähnt, geht wahrscheinlich auf den lateinischen Personennamen Valerius zurück. Seit dem Mittelalter gehörte Valleiry zum Besitz des Priorats Saint-Victor und des Domkapitels in Genf. Mit dem Vertrag von Turin gelangte der Ort 1754 an Savoyen und teilte fortan dessen Schicksal.

## Sehenswürdigkeiten
Die Dorfkirche wurde im 19. Jahrhundert im Stil des Neoklassizismus errichtet, wobei der Turm des Vorgängerbaus mit einbezogen wurde.

## Bevölkerung
| Jahr                       | 1962 | 1968 | 1975 | 1982 | 1990 | 1999 |
| Einwohner                  | 762  | 807  | 1249 | 1371 | 1748 | 2197 |
| Quellen: Cassini und INSEE |      |      |      |      |      |      |

Mit 5090 Einwohnern (Stand 1. Januar 2022) gehört Valleiry zu den mittelgroßen Gemeinden des Département Haute-Savoie. Seit Beginn der 1960er Jahre wurde eine markante Bevölkerungszunahme verzeichnet. Außerhalb des alten Dorfkerns entstanden größere Einfamilienhausquartiere.

## Wirtschaft und Infrastruktur
Valleiry war bis weit ins 20. Jahrhundert hinein ein vorwiegend durch die Landwirtschaft geprägtes Dorf. Heute gibt es verschiedene Betriebe des Klein- und Mittelgewerbes. Zahlreiche Erwerbstätige sind auch Wegpendler, die in den größeren Ortschaften der Umgebung, vor allem aber im Raum Genf-Annemasse, ihrer Arbeit nachgehen.
Die Ortschaft ist verkehrsmäßig gut erschlossen. Sie liegt an der Hauptstraße N206, die von Annemasse via Saint-Julien-en-Genevois nach Bellegarde-sur-Valserine führt. Weitere Straßenverbindungen bestehen mit Chancy und Chênex. Auch die Autobahn A40 durchquert das Gemeindegebiet, der nächste Anschluss befindet sich in einer Entfernung von rund zehn Kilometern. Valleiry besitzt einen Bahnhof an der Eisenbahnlinie Annemasse–Bellegarde.